# Сагов, Курейш Алиханович
Курейш Алиханович Сагов (род. 20 июня 1991, Назрань, Ингушетия, Россия) — российский боксёр-профессионал, ингушского происхождения, выступающий в первой тяжёлой и тяжёлой весовых категориях. Мастер спорта России международного класса, двукратный серебряный призёр чемпионата России среди молодёжи (2008, 2009), серебряный призёр чемпионата мира среди кадетов (2007), многократный победитель и призёр международных и национальных турниров в любителях.
Среди профессионалов действующий чемпион России (2021—н. в.) и чемпиона России среди студентов (2022—н. в.) в 1-м тяжёлом весе.
Лучшая позиция по рейтингу BoxRec — 61-я (февраль 2023) и являлся 7-м среди российских боксёров первой тяжёлой весовой категории, — входя в ТОП-65 лучших боксёров первого тяжёлого веса всего мира.

## Биография
Родился 20 июня 1991 года в городе Назрань, в Республике Ингушетия, в России.
На 2022 год учился в университете «Синергия».

## Любительская карьера
В сентябре 2007 году в Баку (Азербайджан) стал серебряным призёром чемпионата мира среди кадетов в весе до 75 кг, в финале по очкам (14:17) проиграв украинцу Владимиру Савенко.
В апреле 2008 года стал победителем в весе до 75 кг на международном турнире «Франко Благонич» в Риека (Хорватия).
И потом также участвовал в других международных турнирах получив звание мастер спорта России международного класса.
А в сентябре 2008 года завоевал серебро чемпионата России среди юниоров в Анапе, в весовой категории до 81 кг, в финале проиграв Мартену Магомедову из Дагестана.
В феврале 2009 года стал победителем 7-го международного турнира среди молодёжи «Сталинградская битва» в Волгограде, в весе до 75 кг, в финале по очкам (13:7) победив соотечественника Родиона Богдана из Югры.
И в мае 2009 года вновь завоевал серебро на Молодежном чемпионате России в Анапе, в весовой категории до 75 кг, в финале проиграв Артёму Агееву из Московской области.
В мае 2018 года участвовал в международном турнире памяти героя Советского Союза Константина Короткова в Хабаровске, в весовой категории до 91 кг, где он в четвертьфинале по очкам проиграл армянскому боксёру Хенрику Саргсяну.

## Профессиональная карьера
9 июня 2019 года в Москве (Россия) начал профессиональную карьеру единогласным решением судей (счёт: 40-36, 39-37 — дважды) победив соотечественника Владислава Охотина (0-1).
25 июня 2020 года участвовал в турнире Гран-при «Короли Нокаутов Трофи», где в четвертьфинале турнира единогласным решением судей (счёт: 39-37, 40-36 — дважды) победил соотечественника Александра Клычкова (дебют).
Но в полуфинале турнира досрочно техническим нокаутом во 2-м раунде проиграл опытному соотечественнику Виталию Кудухову (1-0), — который в итоге стал победителем турнира Гран-при «Короли Нокаутов Трофи».
2 апреля 2021 года в Москве (Россия), единогласным решением судей (счёт: 99-91, 98-92, 96-94) победил небитого соотечественника Хетага Моураова (5-0), и завоевал титул чемпиона России в 1-м тяжёлом весе.
31 января 2022 года в Москве (Россия), единогласным решением судей (счёт: 60-54. 59-55. 58-56) победил опытного украинца Ивана Юхту (3-6-1).
9 июля 2022 года в Екатеринбурге (Россия), в конкурентном бою со знаменитым соотечественником Евгением Тищенко (9-1) в 4-м раунде травмировал локоть и не смог продолжить бой, после чего ему было засчитано поражение техническим нокаутом в 4-м раунде.
24 сентября 2022 года в Москве (Россия), в конкурентном бою досрочно техническим нокаутом в 7-м раунде победил небитого казахстанского боксёра-панчера Али Балоева (12-0, 8 KO), при этом по ходу боя Балоев вёл в счёте у судей: 59-55, 59-56, 58-56, но всё же в итоге именно Сагов стал победителем и чемпионом турнира Hardcore Boxing.
10 декабря 2022 года в Иркутске (Россия), в рамках финала Суперсерии Национальной студенческой лиги бокса, досрочно техническим нокаутом в 3-м раунде победил соотечественника с донбаса Игоря Вильчицкого (6-5), и завоевал титул чемпиона России среди студентов в 1-м тяжёлом весе.

## Статистика профессиональных боёв
В таблице перечислены результаты всех поединков боксёров.
В каждой строке указан результат поединка. Дополнительно номер поединка обозначен цветом, который обозначает итог поединка. Расшифровка обозначений и цветов представлена в нижеследующей таблице.
| Пример | Расшифровка                     |
| ------ | ------------------------------- |
|        | Победа                          |
|        | Ничья                           |
|        | Поражение                       |
|        | Планируемый поединок            |
|        | Поединок признан несостоявшимся |
| КО     | Нокаут                          |
| ТКО    | Технический нокаут              |
| PTS    | Решение судей (по очкам)        |
| UD     | Единогласное решение судей      |
| MD     | Решение большинства судей       |
| SD     | Раздельное решение судей        |
| RTD    | Отказ от продолжения боя        |
| DQ     | Дисквалификация                 |
| NC     | Поединок признан несостоявшимся |

| 11 поединков, 8 побед (4 нокаутом), 2 поражения, 1 ничья. | 11 поединков, 8 побед (4 нокаутом), 2 поражения, 1 ничья. | 11 поединков, 8 побед (4 нокаутом), 2 поражения, 1 ничья. | 11 поединков, 8 побед (4 нокаутом), 2 поражения, 1 ничья. | 11 поединков, 8 побед (4 нокаутом), 2 поражения, 1 ничья.         | 11 поединков, 8 побед (4 нокаутом), 2 поражения, 1 ничья. | 11 поединков, 8 побед (4 нокаутом), 2 поражения, 1 ничья.                                      |
| Бой                                                       | Рекорд                                                    | Дата боя                                                  | Соперник                                                  | Место проведения боя                                              | Раундов, время                                            | Дополнительно                                                                                  |
| --------------------------------------------------------- | --------------------------------------------------------- | --------------------------------------------------------- | --------------------------------------------------------- | ----------------------------------------------------------------- | --------------------------------------------------------- | ---------------------------------------------------------------------------------------------- |
| 11                                                        | 8-2-1                                                     | 18 марта 2023                                             | Али Балоев (2) (12-1)                                     | Agenda Arena, Дубай, ОАЭ                                          | UD 8 (6)                                                  | Счёт: 76-76, 78-75, 76-76.                                                                     |
| 10                                                        | 8-2                                                       | 10 декабря 2022                                           | Игорь Вильчицкий (6-5)                                    | Иркутский Политех, Иркутск, Россия                                | TKO 3 (8), 2:55                                           | Завоевал титул чемпиона России среди студентов в 1-м тяжёлом весе.                             |
| 9                                                         | 7-2                                                       | 24 сентября 2022                                          | Али Балоев (12-0)                                         | ЦСКА Арена, Москва, Россия                                        | TKO 7 (8), 2:29                                           | Счёт: 56-58, 56-59, 55-59. Завоевал титул чемпиона турнира Hardcore Boxing в 1-м тяжёлом весе. |
| 8                                                         | 6-2                                                       | 9 июля 2022                                               | Евгений Тищенко (9-1)                                     | КРК «Уралец», Екатеринбург, Свердловская область, Россия          | TKO 4 (10), 2:17                                          | Счёт: 28-29, 27-30 (дважды). Сагов травмировал локоть в 4-м раунде и не смог продолжить бой.   |
| 7                                                         | 6-1                                                       | 31 января 2022                                            | Иван Юхта (3-6-1)                                         | УСК «Крылья Советов», Москва, Россия                              | UD 6 (6)                                                  | Счёт: 60-54. 59-55. 58-56.                                                                     |
| 6                                                         | 5-1                                                       | 2 апреля 2021                                             | Хетаг Моураов (5-0)                                       | УСК «Крылья Советов», Москва, Россия                              | UD 10 (10)                                                | Счёт: 99-91, 98-92, 96-94. Завоевал титул чемпиона России в 1-м тяжёлом весе.                  |
| 5                                                         | 4-1                                                       | 25 июня 2020                                              | Виталий Кудухов (1-0)                                     | Вегас Сити Холл, Красногорск, Московская область, Россия          | TKO 2 (4), 0:28                                           | Полуфинал турнира Гран-при «Короли Нокаутов Трофи».                                            |
| 4                                                         | 4-0                                                       | 25 июня 2020                                              | Александр Клычков (дебют)                                 | Вегас Сити Холл, Красногорск, Московская область, Россия          | UD 4 (4)                                                  | Счёт: 39-37, 40-36 (дважды). Четвертьфинал турнира Гран-при «Короли Нокаутов Трофи».           |
| 3                                                         | 3-0                                                       | 15 декабря 2019                                           | Данил Иванов (дебют)                                      | Академия Бокса Сибирь, Новосибирск, Новосибирская область, Россия | RTD 3 (4), 3:00                                           | Счёт: 30-27 (трижды).                                                                          |
| 2                                                         | 2-0                                                       | 7 сентября 2019                                           | Шохрух Закиров (0-2)                                      | Советская площадь, Барнаул, Алтайский край, Россия                | TKO 1 (6), 1:29                                           |                                                                                                |
| 1                                                         | 1-0                                                       | 9 июня 2019                                               | Владислав Охотин (0-1)                                    | УСК «Крылья Советов», Москва, Россия                              | UD 4 (4)                                                  | Счёт: 40-36, 39-37 (дважды). Профессиональный дебют.                                           |
| Бой                                                       | Рекорд                                                    | Дата боя                                                  | Соперник                                                  | Место проведения боя                                              | Раундов, время                                            | Дополнительно                                                                                  |